# Бучић
Бучић је насеље у Србији у општини Мерошина у Нишавском округу. Према попису из 2022. било је 391 становника (према попису из 1991. било је 600 становника).

## Демографија
У насељу Бучић живи 451 пунолетни становник, а просечна старост становништва износи 43,2 година (42,4 код мушкараца и 44,1 код жена). У насељу има 152 домаћинства, а просечан број чланова по домаћинству је 3,61.
Ово насеље је великим делом насељено Србима (према попису из 2002. године), а у последња три пописа, примећен је пад у броју становника.
|  |

| Демографија | Демографија | Демографија |
| Година      | Становника  | Становника  |
| ----------- | ----------- | ----------- |
| 1948.       | 682         |             |
| 1953.       | 696         |             |
| 1961.       | 679         |             |
| 1971.       | 703         |             |
| 1981.       | 642         |             |
| 1991.       | 600         | 590         |
| 2002.       | 549         | 585         |
| 2011.       | 489         |             |

| Етнички састав према попису из 2002.‍ | Етнички састав према попису из 2002.‍ | Етнички састав према попису из 2002.‍ | Етнички састав према попису из 2002.‍ | Етнички састав према попису из 2002.‍ |
| ------------------------------------ | ------------------------------------ | ------------------------------------ | ------------------------------------ | ------------------------------------ |
|                                      |                                      |                                      |                                      |                                      |
| Срби                                 | Срби                                 |                                      | 530                                  | 96,53%                               |
| Роми                                 | Роми                                 |                                      | 14                                   | 2,55%                                |
| Црногорци                            | Црногорци                            |                                      | 1                                    | 0,18%                                |
| Словенци                             | Словенци                             |                                      | 1                                    | 0,18%                                |
| Румуни                               | Румуни                               |                                      | 1                                    | 0,18%                                |
| непознато                            | непознато                            |                                      | 0                                    | 0,0%                                 |

| Година пописа     | 1948. | 1953. | 1961. | 1971. | 1981. | 1991. | 2002. |
| ----------------- | ----- | ----- | ----- | ----- | ----- | ----- | ----- |
| Број домаћинстава | 104   | 123   | 132   | 153   | 162   | 160   | 152   |

| Број чланова      | 1  | 2  | 3  | 4  | 5  | 6  | 7 | 8 | 9 | 10 и више | Просек |
| ----------------- | -- | -- | -- | -- | -- | -- | - | - | - | --------- | ------ |
| Број домаћинстава | 18 | 41 | 22 | 17 | 22 | 24 | 5 | 1 | 2 | 0         | 3,61   |

| Пол    | Укупно | Неожењен/Неудата | Ожењен/Удата | Удовац/Удовица | Разведен/Разведена | Непознато |
| ------ | ------ | ---------------- | ------------ | -------------- | ------------------ | --------- |
| Мушки  | 246    | 68               | 160          | 15             | 3                  | 0         |
| Женски | 228    | 33               | 163          | 29             | 3                  | 0         |
| УКУПНО | 474    | 101              | 323          | 44             | 6                  | 0         |

| Пол    | Укупно                    | Пољопривреда, лов и шумарство | Рибарство                            | Вађење руде и камена | Прерађивачка индустрија       |
| ------ | ------------------------- | ----------------------------- | ------------------------------------ | -------------------- | ----------------------------- |
| Мушки  | 85                        | 11                            | 0                                    | 0                    | 23                            |
| Женски | 25                        | 15                            | 0                                    | 0                    | 2                             |
| УКУПНО | 110                       | 26                            | 0                                    | 0                    | 25                            |
| Пол    | Производња и снабдевање   | Грађевинарство                | Трговина                             | Хотели и ресторани   | Саобраћај, складиштење и везе |
| Мушки  | 0                         | 8                             | 3                                    | 0                    | 10                            |
| Женски | 0                         | 0                             | 3                                    | 0                    | 0                             |
| УКУПНО | 0                         | 8                             | 6                                    | 0                    | 10                            |
| Пол    | Финансијско посредовање   | Некретнине                    | Државна управа и одбрана             | Образовање           | Здравствени и социјални рад   |
| Мушки  | 2                         | 2                             | 7                                    | 1                    | 4                             |
| Женски | 0                         | 0                             | 1                                    | 1                    | 2                             |
| УКУПНО | 2                         | 2                             | 8                                    | 2                    | 6                             |
| Пол    | Остале услужне активности | Приватна домаћинства          | Екстериторијалне организације и тела | Непознато            | Непознато                     |
| Мушки  | 4                         | 0                             | 0                                    | 10                   | 10                            |
| Женски | 0                         | 0                             | 0                                    | 1                    | 1                             |
| УКУПНО | 4                         | 0                             | 0                                    | 11                   | 11                            |